# 伽利略号探测器

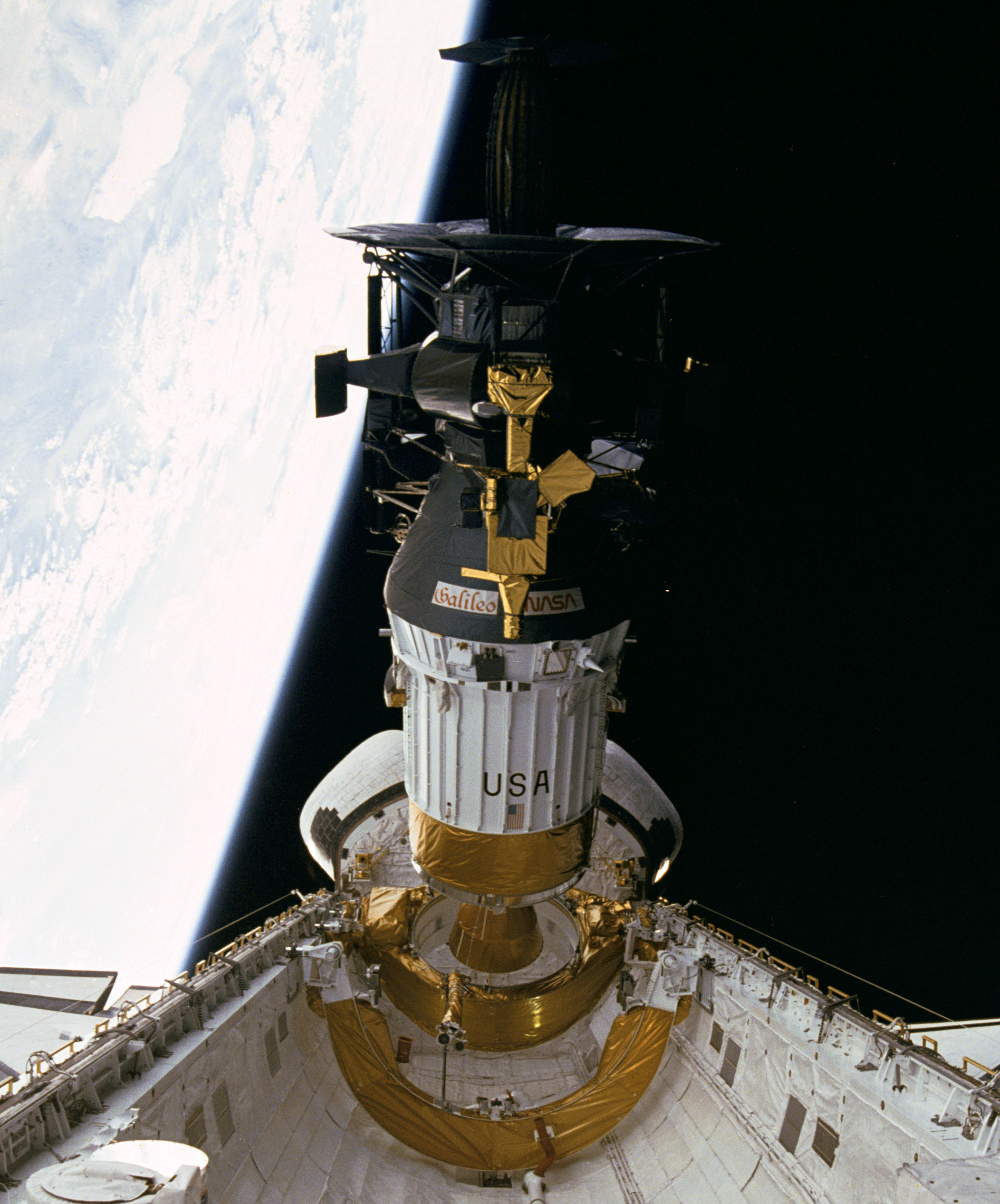
伽利略號太空船(NASA)於地球軌道

伽利略號（英語：Galileo）是美國太空總署一艘無人太空船，專門用作研究木星及其衛星。它以文藝復興時期意大利天文學家伽利略的名字來命名，於1989年10月18日由穿梭機亞特蘭蒂斯號運送升空，任務名稱為STS-34，它於1995年12月7日接近木星。
伽利略號是首個圍繞木星公轉，對木星大氣作出探測的太空船。在前往木星的旅程中，它發現了首個屬於小行星的衛星。
由於燃料的消耗，且在發射前並未通過無菌處理，為免與木衛二碰撞，造成污染，伽利略號被安排撞向木星摧毀，它於2003年9月21日以每秒50公里的速度墜落木星大氣層，結束它長達14年的任務。

## 任務概述

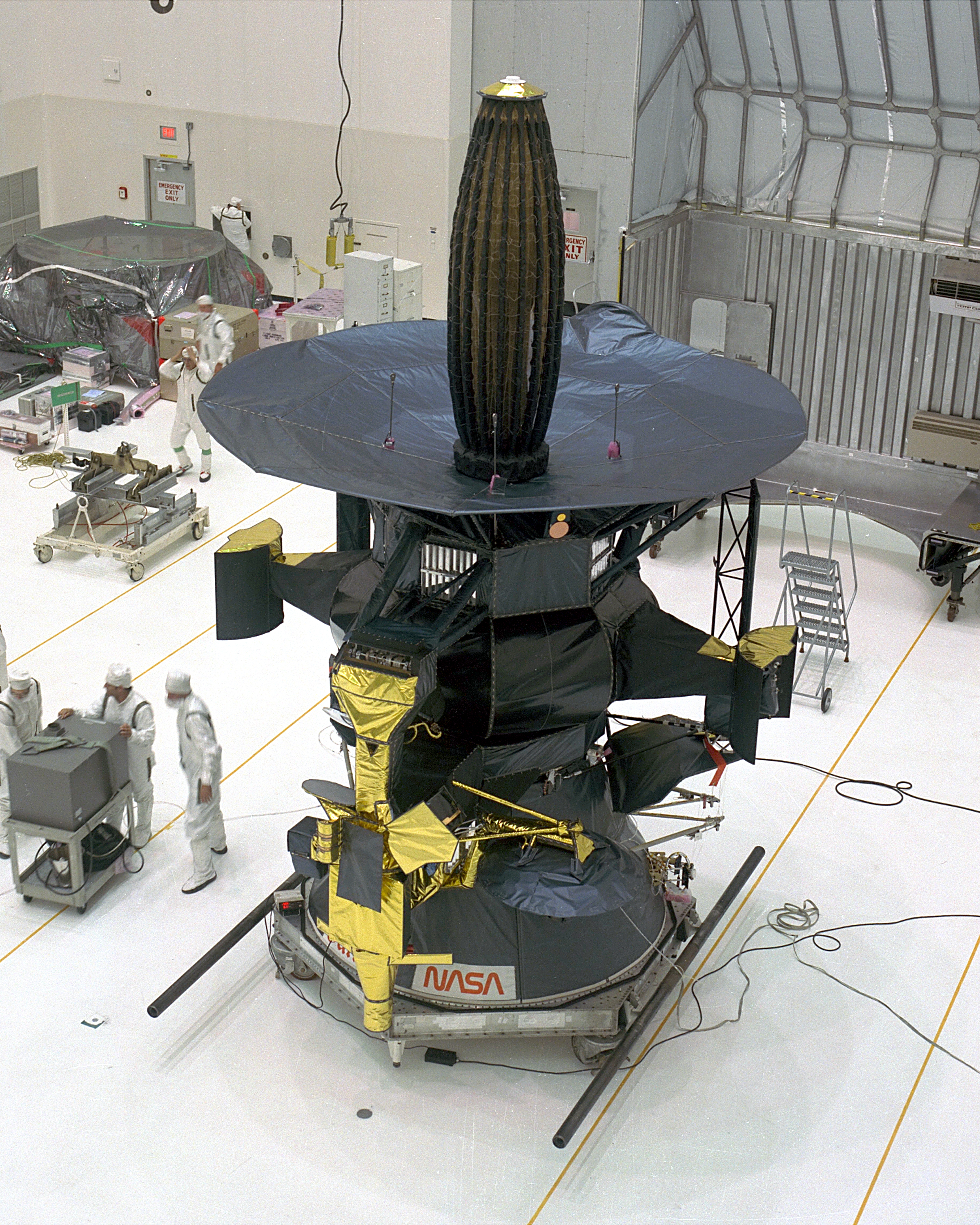
伽利略號準備與IUS助推器對接

伽利略號的首要任務是要對木星系統進行为期兩年的研究，而事实上，伽利略号从1995年进入木星的轨道直到2003年坠毁，它一共在木星工作了8年之久。它環繞木星公轉，約兩個月公轉一周。在木星的不同位置上，得到其磁層的數據。此外它的軌道也是預留作近距觀測衛星的，在1997年12月7日，它開始執行其額外任務，多次近距在木衛一和木衛二上越過，最近的一次是於2001年12月15日，距衛星表面僅180公里。
由於木衛二的冰層下可能存在生命，為避免未經消毒的太空船撞向木衛二，令地球的細菌污染其環境，控制人員最終選擇把伽利略號撞向木星。

## 伽利略号的發現与問題
伽利略号的旅程并不順遂。它原本的计划是由太空梭将它和它的推动火箭—半人马座火箭送入地球轨道。然后半人马座火箭将用2年半的时间将伽利略号送抵木星。在80年代初，伽利略号完工的时候由于太空梭和运载火箭没有准备好，所以推迟了发射时间。当一切准备妥当之后，升空日期被定在1986年的5月。但在1986年1月的挑戰者號太空梭慘劇發生後，美国政府停止了一切的升空活动，并对安全准则進行检讨。伽利略號的升空時間被延後至3年之后。新的安全準則也隨之增加，包括使用低功率的推進火箭，并禁止在太空梭的运送仓内放置燃料。这意味着半人马座火箭将被取消。為了進入預期的軌道，太空船得先進入金星的軌道，再借助引力來加速，還要两度折回地球加速，然后才前往木星。这使得原本预定2年半的旅程变成了6年。在等待升空的三年中，伽利略号被多次改造、运送和储藏。有人认为这3年的“旅程”很可能就是升空后诸多问题的原因。
伽利略号利用增加了的旅程，对月球亮面和暗面的地表化学物质作出了比较，而且还对地球南极的臭氧层作出了大气观测。但在最后一次离开地球之前，问题再度出现。伽利略号的主天线—高增益天线被发现不能准确打开。高增益天线是作为伽利略号和地球联络的主要工具，它的出错造成了严重的后果。本来伽利略号能每数分钟往地球发回一张照片，故障发生后变成了数周一张。幸而，计算机技术的发展对此作出了弥补。数据能通过压缩再传送，这使得照片的传送时间减少为数小时。
在伽利略号掠过小行星带时，伽利略號對小行星951和小行星243（Ida）作出精密觀測，發現Ida的衛星，並命名為Dactyl。在1994年的彗星撞木星天文奇觀中，伽利略號觀測了舒梅克·利維九號彗星的碎片撞入木星的過程，地球上的望遠鏡則要等待被撞擊處朝向地球時才能觀測其殘留的痕跡。
然而，在到达木星的两个月前，另一个问题发生了。伽利略号的磁带记录器发生了故障。磁带记录器的主要任务是，记录伽利略号上各种仪器所探测到的结果，并在适当的时候发回地球。在主天线发生故障之后，磁带记录器的作用就显得非常重要了。为了对磁带记录器作出调整，伽利略号放弃了原本探测木卫一的计划。
伽利略号带有一个探测器，该探测器的任务是冲入木星的大气，并在燃烧殆尽前，尽可能多的发回数据。这是个艰难的任务，与木星大气摩擦将产生高达华氏21000度的高温。在打开降落伞减速之后，探测器将与抵挡高温的挡热板脱离。独自承受木星的风暴，高温和巨大的压力。在1995年12月7日，探测器进入了木星的大气。探测器成功地发回了信号，但在降落了57分钟之后，探测器被木星发出的热力烧毁。不過这57分钟已經大大地增加了我们对木星大气和气候的了解。
伽利略号对研究木星的卫星也作出了很大的贡献。在伽利略号到达木星之前，人们一共发现了16颗木星的卫星。伽利略号到达后又发现了多顆卫星。现在，这个数字已经上升到了63顆。
由於受到輻射的破壞，伽利略號的攝影裝置於2002年1月17日停止運作。由於工程師能夠修復磁帶的資料，因此它能在墜毀以前繼續傳送資料回地球。

## 未來對木星的觀測
在伽利略號的任務結束後，美國太空總署的下一個探測器名為木星冰月軌道器（Jupiter Icy Moons Orbiter, JIMO）已被取消。而2011年發射的朱诺号，已於2016年進入木星軌道。

### 朱諾號
美國宇航局的朱諾號航天器於2011年發射升空，計劃進行為期兩年的木星系統巡視，並於2016年7月4日成功完成了木星軌道的進入。

### 木衛二軌道器（已取消）
1983年，NASA-ESA外行星研究小組曾考慮使用一架備用的“伽利略”航天器執行對土星的任務，但該航天器被轉而採用了一種新的設計，並成為“ 卡西尼-惠更斯号(Cassini–Huygens)。

### 木星冰月軌道器
歐洲航天局還計劃使用木星冰月探测器（JUICE）返回木星系統，該系統的設計目標是在2020年代環繞木衛三。 還有其他一些針對木星系統的嘗試，這些嘗試專門針對或包括了木星系統，這是其任務計劃的一部分，但並未超出計劃階段。

### 木衛二飛越任務
在取消木衛二軌道器之後，研究了一種成本更低的版本。 這導致木衛二飛越任務(Europa Clipper)在2015年獲得批准； 於2024年10月發射。

## 外部連結
- 伽利略計劃 (英語)（页面存档备份，存于）
- Jupiter Icy Moons Orbiter (英語)